# Eleições regionais em Navarra (2007)
A eleição para o Parlamento de Navarra em 2007 realizou-se no dia 27 de Maio de 2007. Neste mesmo dia, realizaram-se também eleições regionais em mais 12 das 17 Comunidades Autónomas da Espanha.

## Situação dos partidos e candidatos
A União do Povo Navarro (UPN) governa a Comunidade Foral e as suas principais localidades desde 1995. Para estas eleições, propõe a reeleição do presidente do governo de Navarra, Miguel Sanz e tem como objetivo não perder a maioria com que governa, juntamente com a Convergência de Democratas de Navarra (CDN).
O PSN-PSOE, pelo seu lado, renovou a sua direção e tentara superar os seus resultados anteriores.
A Nafarroa Bai, coligação de partidos bascos da Comunidade Foral constituida pela Eusko Alkartasuna (EA), Aralar, Partido Nacionalista Basco (PNV) e Batzarre, que possuia 8 parlamentares de acordo com a eleição anterior, pretendia superar em votos o Partido Socialista de Navarra (PSN) e somar mais votos que a coligação UPN-CDN que estava no governo. A Nafarroa Bai foi fundada para participar nas eleições geras de 2004, nas quais obteve 18,04% dos votos, e apresenta-se pela primeira vez em 2007 em eleições regionais e municipais, com Patxi Zabaleta como candidato à presidência de Navarra.
A estas eleições também se apresenta a Izquierda Unida de Navarra (IUN-NEB) e o Convergência de Democratas de Navarra (CDN), que na época governava em coligação com a União do Povo Navarro (UPN).

## Resultados
Navarra celebrou a sua sétima eleição para o Parlamento de Navarra desde 1983. Este parlamento, conta com 50 deputados que se distribuíram na VI Legislatura, que então terminou, da seguinte forma:
| Eleição para o Parlamento de Navarra em 2007 |                                                                                  |                |         |       |          |      |
| Presidente e governo | Partido                                                                          | Candidato      | Votos   | %     | Assentos | +/-  |
| - Presidente: Miguel Sanz - Governo: UPN-CDN (2007-2009) UPN (2009-2010) - Censo: 471.647 - Eleitores: 347.851 (73,8%) - Abstenção: 123.796 (26,2%) - Válidos: 329.755 - A candidatura: 325.175 (98,6%) | União do Povo Navarro (UPN)                                                      | Miguel Sanz    | 139.122 | 42,78 | 22       | -1   |
| - Presidente: Miguel Sanz - Governo: UPN-CDN (2007-2009) UPN (2009-2010) - Censo: 471.647 - Eleitores: 347.851 (73,8%) - Abstenção: 123.796 (26,2%) - Válidos: 329.755 - A candidatura: 325.175 (98,6%) | Nafarroa Bai (NaBai)                                                             | Patxi Zabaleta | 77.893  | 23,95 | 12 a     | +4 b |
| - Presidente: Miguel Sanz - Governo: UPN-CDN (2007-2009) UPN (2009-2010) - Censo: 471.647 - Eleitores: 347.851 (73,8%) - Abstenção: 123.796 (26,2%) - Válidos: 329.755 - A candidatura: 325.175 (98,6%) | Partido Socialista de Navarra (PSN-PSOE)                                         | Fernando Puras | 74.157  | 22,81 | 12       | +1   |
| - Presidente: Miguel Sanz - Governo: UPN-CDN (2007-2009) UPN (2009-2010) - Censo: 471.647 - Eleitores: 347.851 (73,8%) - Abstenção: 123.796 (26,2%) - Válidos: 329.755 - A candidatura: 325.175 (98,6%) | Convergência de Democratas de Navarra (CDN)                                      | Juan Cruz Alli | 14.418  | 4,43  | 2        | -2   |
| - Presidente: Miguel Sanz - Governo: UPN-CDN (2007-2009) UPN (2009-2010) - Censo: 471.647 - Eleitores: 347.851 (73,8%) - Abstenção: 123.796 (26,2%) - Válidos: 329.755 - A candidatura: 325.175 (98,6%) | Izquierda Unida de Navarra-Nafarroako Ezker Batua (IUN-NEB)                      | Ion Iñaki Erro | 14.337  | 4,41  | 2        | -2   |
| - Presidente: Miguel Sanz - Governo: UPN-CDN (2007-2009) UPN (2009-2010) - Censo: 471.647 - Eleitores: 347.851 (73,8%) - Abstenção: 123.796 (26,2%) - Válidos: 329.755 - A candidatura: 325.175 (98,6%) | Representación Cannábica de Navarra-Nafarroako Ordezkaritza Kannabikoa (RCN-NOK) |                | 4.707   | 1,45  | 0        |      |
| - Presidente: Miguel Sanz - Governo: UPN-CDN (2007-2009) UPN (2009-2010) - Censo: 471.647 - Eleitores: 347.851 (73,8%) - Abstenção: 123.796 (26,2%) - Válidos: 329.755 - A candidatura: 325.175 (98,6%) | Partido Carlista (EKA)                                                           |                | 541     | 0,17  | 0        |      |
| - Presidente: Miguel Sanz - Governo: UPN-CDN (2007-2009) UPN (2009-2010) - Censo: 471.647 - Eleitores: 347.851 (73,8%) - Abstenção: 123.796 (26,2%) - Válidos: 329.755 - A candidatura: 325.175 (98,6%) | Nulosc                                                                           | N/A            | 18.301  | 3,88  | N/A      | N/A  |
| - Presidente: Miguel Sanz - Governo: UPN-CDN (2007-2009) UPN (2009-2010) - Censo: 471.647 - Eleitores: 347.851 (73,8%) - Abstenção: 123.796 (26,2%) - Válidos: 329.755 - A candidatura: 325.175 (98,6%) | Em branco                                                                        | N/A            | 4.580   | 1,4   | N/A      | N/A  |

a Destes 5 são de Aralar, 4 de EA, 1 do PNV, 1 de Batzarre, e 1 independiente próximo a Aralar.

b No que diz respeito à soma dos Aralar, EA e PNV em 2005.

c A Ação Nacionalista Basca (ANV) contabilizou o total dos votos nulos como seus próprios, reclamando dos parlamentares.